# Rostkowo (Przasnysz)
Pour les articles homonymes, voir Rostkowo.
Rostkowo (prononciation : [rɔstˈkɔvɔ]) est un village polonais de la gmina de Czernice Borowe dans le powiat de Przasnysz de la voïvodie de Mazovie dans le centre-est de la Pologne.
Il se situe à environ 7 kilomètres au sud-est de Czernice Borowe (siège de la gmina), 6 kilomètres à l'ouest de Przasnysz (siège du powiat) et à 89 kilomètres au nord de Varsovie (capitale de la Pologne).
Le village compte approximativement une population de 380 habitants.

## Histoire
De 1975 à 1998, le village appartenait administrativement à la voïvodie de Ciechanów.
Le village est connu comme le lieu de naissance de Saint Stanislas Kostka, et l'église de Rostkowo est son sanctuaire.